# Definitely Maybe Tour
Definitely Maybe Tour è un tour musicale del gruppo musicale Oasis, svoltosi dal giugno 1994 all'aprile 1995 per promuovere l'album Definitely Maybe. Il tour, che ha attraversato Regno Unito, Europa, Giappone, Stati Uniti e Canada, ha incluso 143 spettacoli in un periodo di diversi mesi per dieci diverse sezioni del tour. 
Il tour iniziò il 6 febbraio 1994 con un breve concerto a Gleneagles, dimora baronale situata nel Perthshire, in Scozia, e terminò il 22 aprile 1995 alla Arena di Sheffield, in Inghilterra. Durante quest'ultimo spettacolo fu eseguita per la prima volta, e in versione acustica, la canzone Don't Look Back in Anger, divenuta celebre; fu anche l'ultimo concerto degli Oasis con il batterista e membro fondatore Tony McCarroll.
Definely Maybe venne pubblicato a metà del tour e fu ampiamente acclamato, rendendo gli Oasis uno dei gruppi britannici più importanti e influenti e ponendoli direttamente in prima linea nella scena emergente del Britpop. I fratelli Gallagher iniziarono a figurare regolarmente nelle pagine dei giornali scandalistici per i frequenti litigi e lo stile di vita da rockstar, ragione per cui anche il tour ebbe diverse interruzioni e cancellazioni. La band fece uso di droghe prima del concerto del 29 settembre 1994 al Whisky a Go Go, noto locale situato in California, e il concerto si rivelò un fallimento, con numerosi errori e tensione crescente. In seguito a questi eventi Noel lasciò la band per diversi giorni, poi fu rintracciato dal management della band e convinto a continuare il tour. La canzone Talk Tonight fu composta da Noel durante questo periodo di allontanamento dalla band. 
Il concerto al Cliffs Pavilion di Southend, in Inghilterra, del 17 aprile 1995 fu filmato e successivamente pubblicato sotto forma di VHS/DVD nell'album dal vivo Live by the Sea.

## Formazione
- Liam Gallagher – voce
- Noel Gallagher – chitarra solista
- Paul "Bonehead" Arthurs – chitarra ritmica
- Paul "Guigsy" McGuigan – basso
- Tony McCarroll – batteria

## Scaletta
Questa scaletta è rappresentativa della performance del 19 ottobre 1994 al Lee's Palace di Toronto, Canada. Non rappresenta la scaletta di tutti i concerti per tutta la durata del tour.
1. Rock 'N' Roll Star
2. Columbia
3. Fade Away
4. Digsy's Dinner
5. Shakermaker
6. Live Forever
7. Bring It On Down
8. Up In The Sky
9. Slide Away
10. Cigarettes & Alcohol
11. Married With Children
12. Supersonic
13. I Am the Walrus

Altre canzoni eseguite:
- Cloudburst[1]
- I Will Believe
- Listen Up
- Whatever
- Sad Song
- D'yer Wanna Be A Spaceman
- Take Me Away
- (It's Good) To Be Free
- Talk Tonight
- Headshrinker
- Don't Look Back In Anger (inedito eseguito alla Sheffield Arena)
- Acquiesce (eseguita a Southend-on-Sea, Sheffield Arena e Bataclan)
- Some Might Say (eseguita a Southend-on-Sea, Sheffield Arena e Bataclan)

## Date
| Data              | Paese       | Città                        | Sede                       |
| ----------------- | ----------- | ---------------------------- | -------------------------- |
| 16 giugno 1994    | Francia     | Parigi                       | Erotika                    |
| 18 giugno 1994    | Regno Unito | Brighton                     | Brighton Centre            |
| 26 giugno 1994    | Regno Unito | Glastonbury                  | Glastonbury Festival       |
| 21 luglio 1994    | Stati Uniti | New York                     | Wetlands                   |
| 31 luglio 1994    | Regno Unito | Kinross                      | T in the Park Festival     |
| 9 agosto 1994     | Regno Unito | Newcastle                    | Riverside                  |
| 10 agosto 1994    | Regno Unito | Leeds                        | Irish Centre               |
| 11 agosto 1994    | Regno Unito | Wolverhampton                | Wulfrun Hall               |
| 13 agosto 1994    | Svezia      | Hultsfred                    | Hultsfred Festival         |
| 15 agosto 1994    | Regno Unito | Nottingham                   | Rock City                  |
| 16 agosto 1994    | Regno Unito | Londra                       | Englandish Town Forum      |
| 18 agosto 1994    | Regno Unito | Londra                       | London Astoria             |
| 28 agosto 1994    | Paesi Bassi | Amsterdam                    | Lowlands Festival          |
| 31 agosto 1994    | Regno Unito | Buckley                      | Tivoli                     |
| 2 settembre 1994  | Svezia      | Stoccolma                    | Gino                       |
| 3 settembre 1994  | Irlanda     | Dublino                      | Tivoli                     |
| 4 settembre 1994  | Regno Unito | Belfast                      | The Limelight              |
| 5 settembre 1994  | Regno Unito | Manchester                   | The Haçienda               |
| 8 settembre 1994  | Germania    | Amburgo                      | Logo                       |
| 9 settembre 1994  | Paesi Bassi | Amsterdam                    | Amsterdam ArenA            |
| 13 settembre 1994 | Giappone    | Tokyo                        | Quattro                    |
| 14 settembre 1994 | Giappone    | Tokyo                        | Quattro                    |
| 15 settembre 1994 | Giappone    | Tokyo                        | Quattro                    |
| 16 settembre 1994 | Giappone    | Tokyo                        | Quattro                    |
| 18 settembre 1994 | Giappone    | Osaka                        | Quattro                    |
| 19 settembre 1994 | Giappone    | Nagoya                       | Quattro                    |
| 23 settembre 1994 | Stati Uniti | Seattle                      | Moe's                      |
| 24 settembre 1994 | Stati Uniti | Portland                     | Satyricon                  |
| 26 settembre 1994 | Stati Uniti | San Francisco                | Bottom of the Hill         |
| 27 settembre 1994 | Stati Uniti | Sacramento                   | Melarky's                  |
| 29 settembre 1994 | Stati Uniti | Los Angeles                  | Whisky a Go Go             |
| 14 ottobre 1994   | Stati Uniti | Minneapolis                  | Uptown Bar                 |
| 15 ottobre 1994   | Stati Uniti | Chicago                      | Metro Chicago              |
| 16 ottobre 1994   | Stati Uniti | Detroit                      | St. Andrew's Hall          |
| 18 ottobre 1994   | Stati Uniti | Cleveland                    | Grog Shop                  |
| 19 ottobre 1994   | Canada      | Toronto                      | Lee's Palace               |
| 21 ottobre 1994   | Stati Uniti | Boston                       | Local 186                  |
| 22 ottobre 1994   | Stati Uniti | Providence                   | Met Café                   |
| 23 ottobre 1994   | Stati Uniti | Filadelfia                   | JC Dobbs                   |
| 26 ottobre 1994   | Stati Uniti | Washington                   | 9:30 Club                  |
| 28 ottobre 1994   | Stati Uniti | Hoboken                      | Maxwell's                  |
| 29 ottobre 1994   | Stati Uniti | New York                     | Wetlands                   |
| 4 novembre 1994   | Francia     | Parigi                       | La Cigale                  |
| 5 novembre 1994   | Francia     | Lione                        | Le Transbordeur            |
| 6 novembre 1994   | Francia     | Marsiglia                    | Theatre du Moulin          |
| 16 novembre 1994  | Svezia      | Stoccolma                    | Palladium                  |
| 17 novembre 1994  | Svezia      | Göteborg                     | Cue Club                   |
| 18 novembre 1994  | Svezia      | Lund                         | Dairy                      |
| 20 novembre 1994  | Germania    | Berlino                      | Loft                       |
| 21 novembre 1994  | Germania    | Amburgo                      | Markthalle                 |
| 23 novembre 1994  | Germania    | Francoforte sul Meno         | Batschkapp                 |
| 24 novembre 1994  | Germania    | Colonia                      | Luxor                      |
| 25 novembre 1994  | Paesi Bassi | Amsterdam                    | Paradiso                   |
| 27 novembre 1994  | Germania    | Essen                        | Zeche Carl                 |
| 28 novembre 1994  | Belgio      | Bruxelles                    | Botanieve                  |
| 1º dicembre 1994  | Regno Unito | Sheffield                    | Octagon Centre             |
| 4 dicembre 1994   | Regno Unito | Cambridge                    | Cambridge Corn Exchange    |
| 7 dicembre 1994   | Regno Unito | Glasgow                      | Barrowland Ballroom        |
| 11 dicembre 1994  | Regno Unito | Wolverhampton                | Wolverhampton Civic Hall   |
| 12 dicembre 1994  | Regno Unito | Cardiff                      | Astoria                    |
| 13 dicembre 1994  | Regno Unito | Londra                       | Hammersmith Palais         |
| 17 dicembre 1994  | Regno Unito | Liverpool                    | Royal Court Theatre        |
| 18 dicembre 1994  | Regno Unito | Manchester                   | Academy                    |
| 27 dicembre 1994  | Regno Unito | Glasgow                      | Barrowland Ballroom        |
| 29 dicembre 1994  | Regno Unito | Brighton                     | Brighton Centre            |
| 30 dicembre 1994  | Regno Unito | Middlesbrough                | Town Hall                  |
| 28 gennaio 1995   | Stati Uniti | Seattle (Washington)         | DV8                        |
| 29 gennaio 1995   | Canada      | Vancouver                    | Commodore Ballroom         |
| 30 gennaio 1995   | Stati Uniti | Portland                     | Roseland Theater           |
| 1º febbraio 1995  | Stati Uniti | San Francisco (California)   | Fillmore West              |
| 3 febbraio 1995   | Stati Uniti | Los Angeles (California)     | Hollywood Palace           |
| 4 febbraio 1995   | Stati Uniti | San Diego (California)       | Soma San Diego             |
| 5 febbraio 1995   | Stati Uniti | Mesa (Arizona)               | Nile Theater               |
| 7 febbraio 1995   | Stati Uniti | Salt Lake City (Utah)        | Bar and Grill              |
| 9 febbraio 1995   | Stati Uniti | Denver (Colorado)            | Bluebeard Theater          |
| 11 febbraio 1995  | Stati Uniti | Dallas (Texas)               | Deep Ellum                 |
| 12 febbraio 1995  | Stati Uniti | Austin (Texas)               | Liberty Lunch              |
| 13 febbraio 1995  | Stati Uniti | Houston (Texas)              | Urban Art Bar              |
| 15 febbraio 1995  | Stati Uniti | Memphis (Tennessee)          | The New Daisy Theatre      |
| 17 febbraio 1995  | Stati Uniti | Carrboro (Carolina del Nord) | Cat's Cradle               |
| 18 febbraio 1995  | Stati Uniti | Atlanta (Georgia)            | The Masquerade             |
| 3 marzo 1995      | Stati Uniti | Asbury Park (New Jersey)     | The Stone Pony             |
| 4 marzo 1995      | Stati Uniti | Washington                   | WUST Music Hall            |
| 5 marzo 1995      | Stati Uniti | Virginia Beach (Virginia)    | Abyss                      |
| 7 marzo 1995      | Stati Uniti | Filadelfia (Pennsylvania)    | Theater of the Living Arts |
| 8 marzo 1995      | Stati Uniti | New York                     | Academy of Music           |
| 10 marzo 1995     | Stati Uniti | Providence (Rhode Island)    | Lupo's                     |
| 11 marzo 1995     | Stati Uniti | Boston (Massachusetts)       | Avalon Ballroom            |
| 12 marzo 1995     | Canada      | Montréal                     | Club Soda                  |
| 14 marzo 1995     | Canada      | Toronto                      | Phoenix Theater            |
| 15 marzo 1995     | Stati Uniti | Cleveland (Ohio)             | Odeon                      |
| 16 marzo 1995     | Stati Uniti | Detroit (Michigan)           | St. Andrew's Hall          |
| 18 marzo 1995     | Stati Uniti | Indianapolis (Indiana)       | Tyndale Armory             |
| 19 marzo 1995     | Stati Uniti | Chicago (Illinois)           | Vic Theater                |
| 20 marzo 1995     | Stati Uniti | Grand Rapids (Michigan)      | Orbit Room                 |
| 24 marzo 1995     | Stati Uniti | Minneapolis (Minnesota)      | First Avenue               |
| 25 marzo 1995     | Stati Uniti | Milwaukee (Wisconsin)        | Rave at Eagles             |
| 17 aprile 1995    | Regno Unito | Southend-on-Sea              | Cliffs Pavilion            |
| 20 aprile 1995    | Francia     | Parigi                       | Bataclan                   |
| 22 aprile 1995    | Regno Unito | Sheffield                    | Sheffield Arena            |